# Escopeta de dos canons

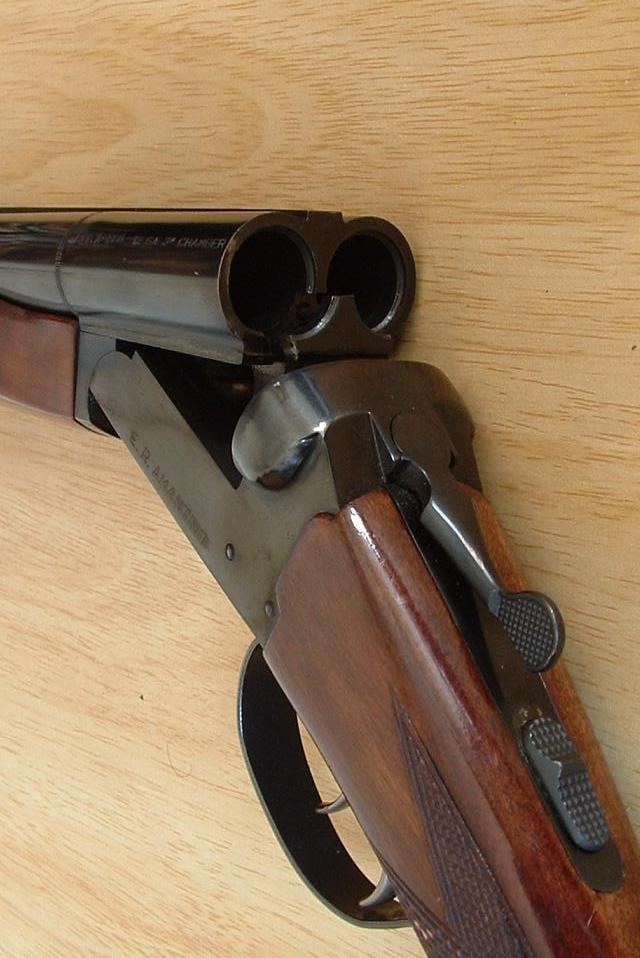
Vista del canó basculant d'una típica escopeta juxtaposada, amb el tancament Anson & Deeley obert i l'extractor a la vista. Poden veure's la palanca d'obertura i el fiador.

Una escopeta de dos canons és un tipus d'escopeta amb dos canons paral·lels, que permet efectuar dos trets en ràpida successió.

## Construcció
Les modernes escopetes de dos canons, normalment conegudes com a escopetes dobles, són gairebé totes de canó basculant, amb els seus canons pivotant cap avall per obrir les recambres dels canons, podent així descarregar i recarregar els cartutxos amb facilitat. Atès que no es necessita un mecanisme recíproc per ejectar i recarregar els cartutxos, les escopetes de dos canons són més compactes que les de repetició, tals com les de bombament i les de palanca.

### Configuració dels canons

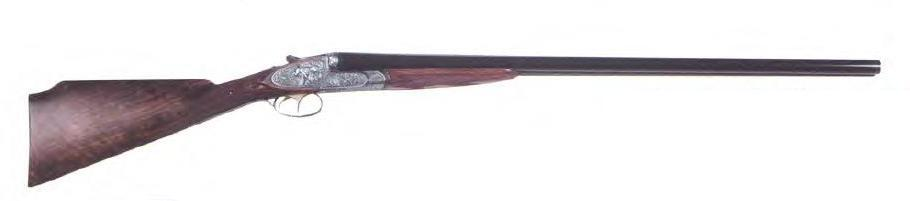
Escopeta de caça de canons basculants juxtaposats de 2 trets

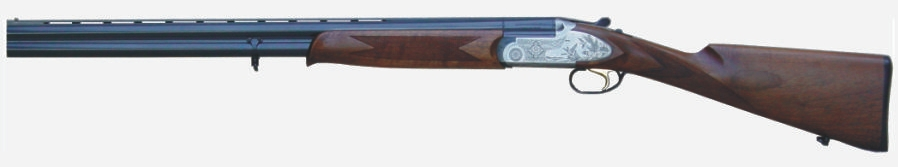
Escopeta de caça de canons basculants superposats de 2 trets

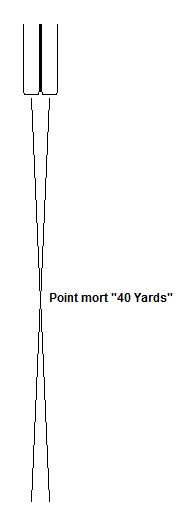
Trajectòries de les descàrregues per a una escopeta de dos canons juxtaposats

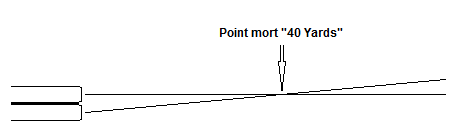
Trajectòries de les descàrregues per a una escopeta de dos canons superposats

Les escopetes de dos canons venen en dues configuracions bàsiques: juxtaposada i superposada, que indiquen la disposició dels canons. Les escopetes de dos canons originals eren gairebé totes dissenyades amb canons juxtaposats, que era un disseny molt més pràctic en l'època de les armes de foc de avantcàrrega. Les primeres escopetes que empraven cartutxos també tenien canons juxtaposats, ja que conservaven els gallets externs de les primeres escopetes d'avantcàrrega a partir de les quals havien evolucionat. Quan els models amb martells ocults van esdevenir habituals, es va introduir el disseny superposat i moltes escopetes de dos canons modernes tenen aquesta configuració.
Un avantatge significatiu que tenen les escopetes de dos canons enfront de les de repetició és la capacitat de tenir més d'un "choke" alhora. Algunes modalitats de tir amb escopeta, com el "tir skeet", empra objectius que es creuen en una estreta distància i solament necessiten un tipus de "choke". Uns altres, com la caça de figures, ofereixen al tirador objectius a diferent abast i objectius que poden acostar-se o allunyar-se del tirador, per la qual cosa cal disparar-les a diferents distàncies. En tenir dos canons, el tirador pot emprar un "choke" més obert per a objectius propers i un més estret per a objectius llunyans, oferint-li la dispersió òptima dels perdigons per a cada distància.
El seu desavantatge consisteix en el fet que els canons d'una escopeta de dos canons, ja sigui superposada o juxtaposada, no són paral·lels sinó que tenen un lleuger angle perquè els trets de tots dos convergeixin, habitualment a "36,57 metres" (40 iardes). En la configuració juxtaposada, els perdigons continuen el seu trajecte al costat oposat de la banda després del punt de convergència; per exemple, el tret del canó esquerre viatja del costat esquerre de la banda fins que arriba al punt mort a 36,57 m, després de la qual cosa continua cap a la dreta. En la configuració superposada amb una banda paral·lela, els trets de tots dos canons es dirigiran cap al punt mort, però els perdigons disparats pel canó inferior aniran més amunt que els disparats pel canó superior. Per tant, les escopetes de dos canons són precises solament a curta distància, encara que l'abast dels seus perdigons fàcilment sobrepassa aquesta distància de quatre a sis vegades.
Les escopetes juxtaposades són freqüentment més cares i necessiten més pràctica per apuntar amb precisió que una superposada. El desviament lateral de la reculada en una escopeta juxtaposada pot fer que el seu tret sigui més dolorós que el d'una escopeta superposada, monodispar o de palanca. Les escopetes semiautomàtiques accionades per gas o per reculada tenen menys reculada que les anteriors. La majoria d'escopetes juxtaposades tenen culates tradicionals, en les quals el seu extrem vira cap a la dreta, permetent-li a un tirador destre apuntar l'escopeta més fàcilment.

### Mecanisme del disparador
Les primeres escopetes de dos canons empraven dos disparadors, un per a cada canó. Aquests estaven situats d'endavant cap enrere dins del guardamà, utilitzant-se el dit índex per prémer cadascun, ja que en tenir dos dits dins del guardamà pot produir un tret doble causat per la reculada. Els models amb dos disparadors són usualment ajustats per a tiradors destres. En aquests models és possible prémer ambdós disparadors al mateix temps, tot i que generalment no es recomana fer-ho, ja que duplica la reculada i danya tant al tirador com l'escopeta. Disparar ambdós canons al mateix temps ha estat per molt temps un truc de cacera emprat per caçadors que utilitzaven escopetes per a elefants calibre 8, disparant les dues bales de 56,69 g (2 unces) per aconseguir un gran poder d'aturada a curta distància.
Els models posteriors empren un sol disparador que dispara alternativament cadascun dels dos canons, anomenat disparador selectiu únic o GSU. El GSU no permet disparar ambdós canons alhora, ja que cal prémer dues vegades per poder disparar tots dos canons. El pas d'un canó a un altre pot efectuar-se mitjançant un mecanisme de rellotgeria, una lleva alterna entre els canons, o mitjançant un mecanisme inercial on la reculada produïda en disparar un canó prepara el disparador per disparar el següent canó. Una escopeta de dos canons amb disparador inercial funcionarà millor amb cartutxos estàndard; disparar cartutxos amb càrrega propulsora reduïda en general no activa eficaçment el disparador inercial, produint una aparent fallada en tractar de pressionar el disparador per al següent tret. Generalment hi ha un mètode per triar l'ordre en què es dispararan els canons d'una escopeta amb GSU; usualment es fa manipulant el fiador, empenyent-lo a un costat per triar el canó superior i a l'altre costat per triar el canó inferior. En cas que un disparador inercial no s'activi en disparar cartutxos amb càrrega propulsora reduïda, el seleccionar manualment el segon canó permetrà disparar quan es premi novament el disparador.
Un dels avantatges de l'escopeta de dos canons, amb dos disparadors o GSU, és que es pot fer un segon tret gairebé immediatament després del primer, utilitzant apertures diferents per a cada canó.

### Reglatge
Reglatge és un terme aplicat a armes de canó múltiple, que indica quan a prop al mateix punt de mira disparen els canons. El reglatge és molt important, ja que una escopeta mal reglada impactarà en el objectiu amb un canó, mentre que fallarà amb l'altre, fent-la gairebé inútil per a qualsevol objectiu que necessiti dos trets. Afortunadament, a curtes distàncies i la dispersió dels perdigons ofereixen una important cobertura, per la qual cosa un petit error de reglatge en una escopeta de dos canons freqüentment passarà desapercebut. Generalment les escopetes són reglades per impactar en un objectiu a una distància donada, usualment l'abast màxim, ja que aquest és l'abast on es empraria un full "choke" i on un reglatge precís compte més.

## Escopeta de gallets

### D'avantcàrrega amb pistons de percussió
La imatge mostra una escopeta d'avantcàrrega de doble canó amb gallets. Els gallets són les dues peces amb forma de S que es veuen a la imatge. Per parar l'escopeta, l'usuari empeny els gallets enredera mitjançant el ganxo en forma de serp al final del gallet, fins que queden parats, llavors retira el dit. A continuació, ja pot disparar. Quan l'usuari prem un dels disparadors, el gallet s'allibera, accionat per una molla unida al gallet i colpeja el pistó de fulminat amb força suficient per causar la seva deflagració que encén la càrrega de pólvora del canó. Aquest tipus de disseny ha existit des de les primeres escopetes, encara que amb pany de Miquelet.

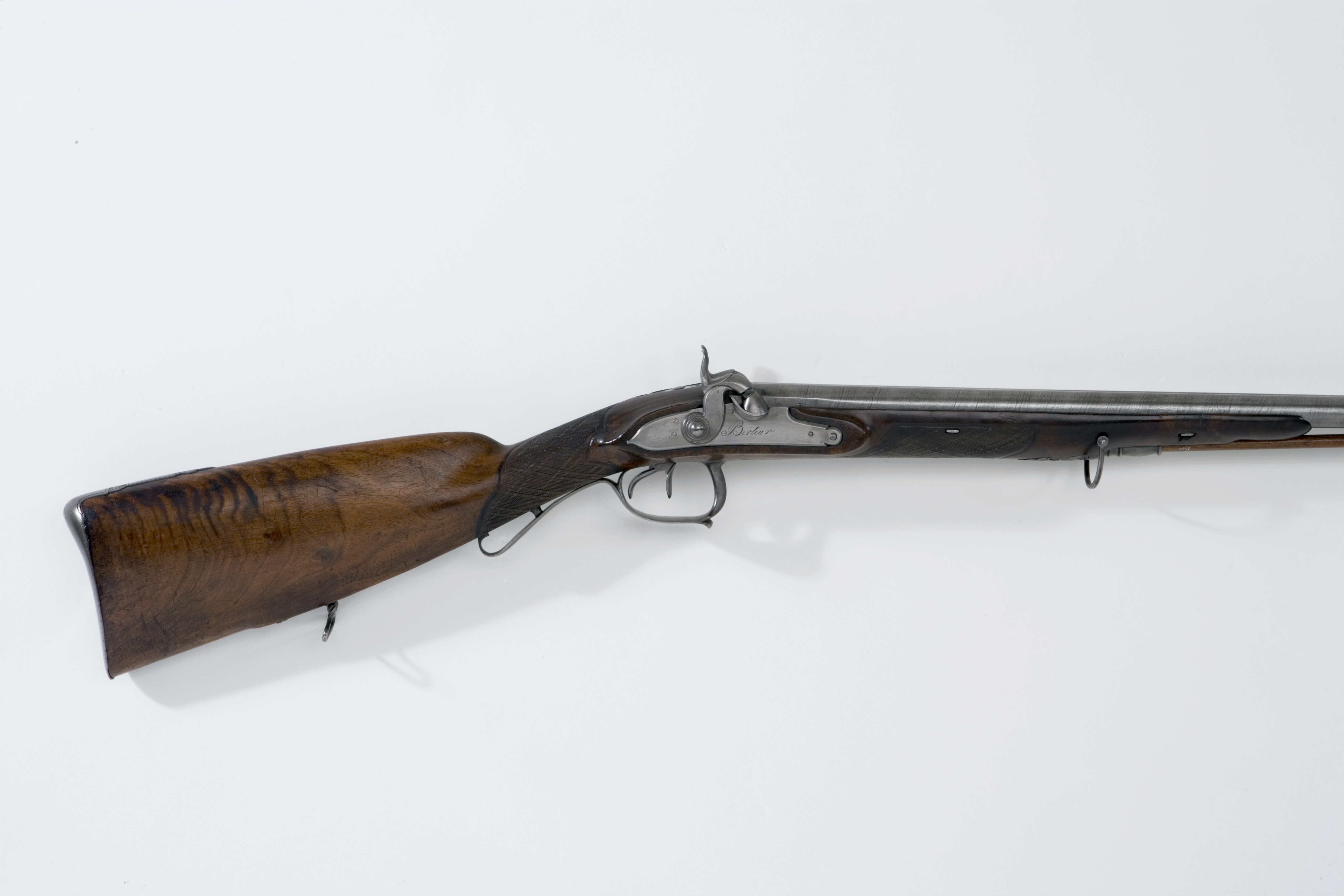

### De cartutxos amb percussió central
Les imatges mostren escopetes de cartutxos de percussió central de doble canó amb gallets. Els gallets són les dues peces amb forma de S que es veuen a la imatge. Per parar l'escopeta, l'usuari empeny els gallets enredera mitjançant el ganxo en forma de serp al final del gallet, fins que queden parats, llavors retira el dit. A continuació, ja pot disparar. Quan l'usuari prem un dels disparadors, s'allibera el gallet, accionat per una molla interior que el té en tensió i colpeja el piu de percussió amb força suficient per causar la deflagració del fulminat dins del cartutx carregat al canó. 

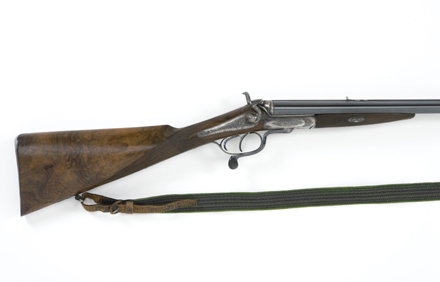

### De cartutxos Lefaucheux
Les imatges mostren escopetes de cartutxos Lefaucheux de doble canó amb gallets. :

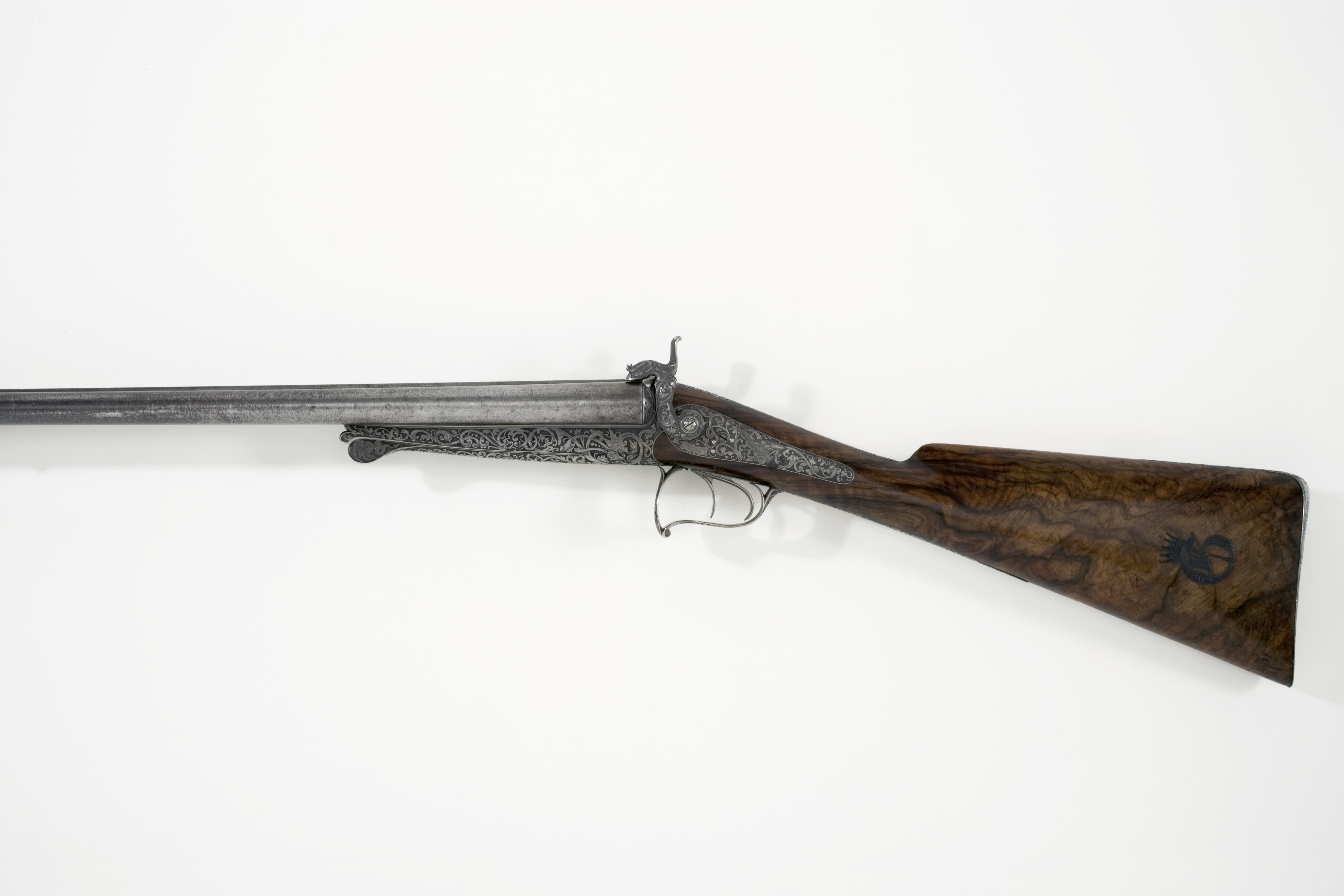
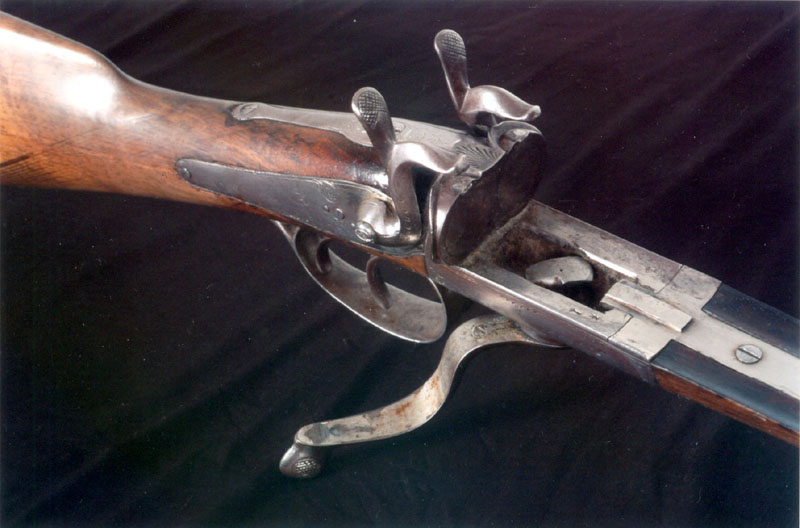
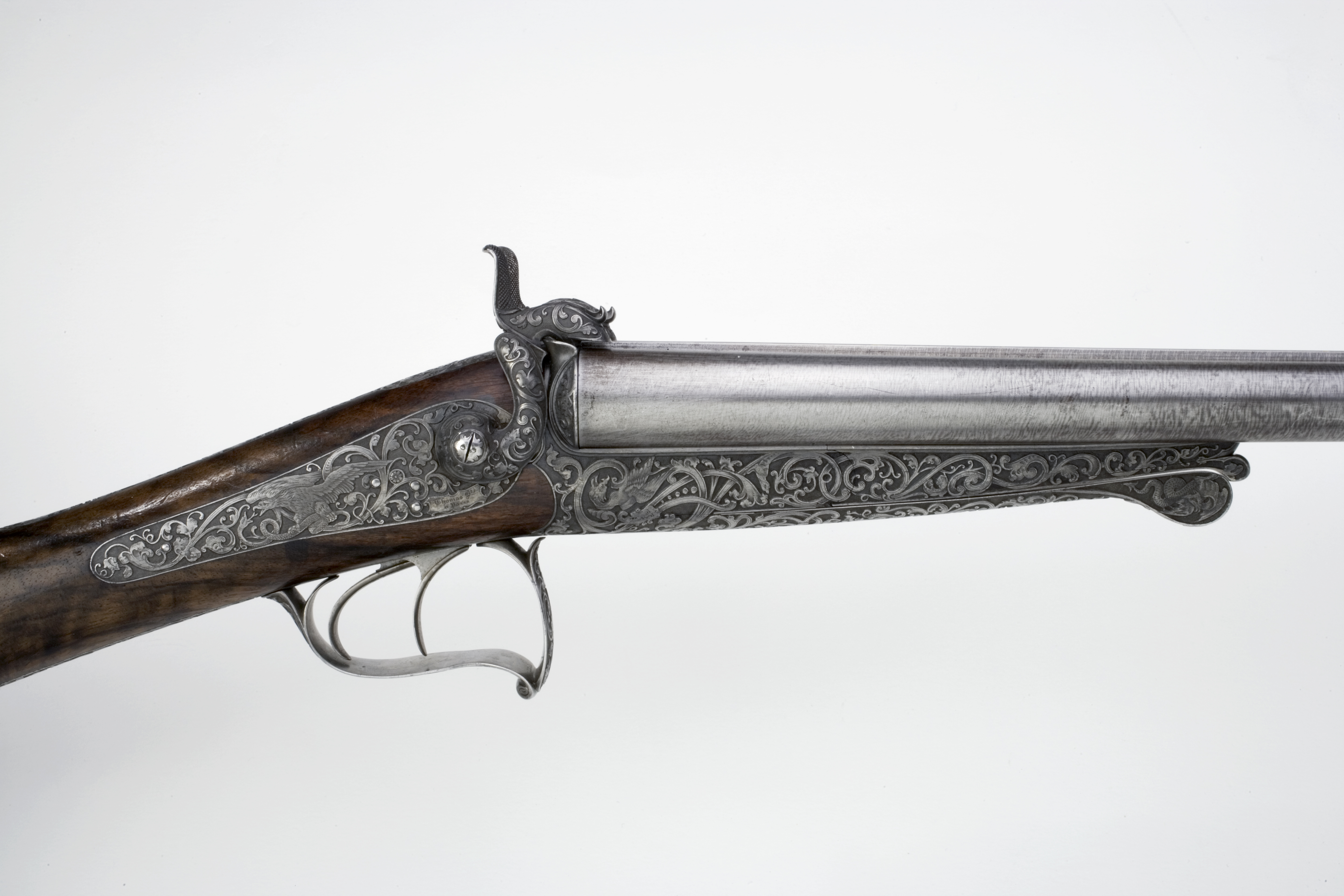